# 山口ダム (愛知県)
山口ダム（やまぐちダム）は、愛知県瀬戸市、庄内川水系山口川に建設されたダム。

## 概要
山口堰堤（やまぐちえんてい）ともいう。高さ17.1メートルの重力式コンクリートダムで、洪水調節・灌漑・上水道を目的とする多目的ダムである。ダム湖（人造湖）の名は山口川洪水調節池（やまぐちがわこうずいちょうせつち）という。

## 歴史
名古屋市中心市街地から東へ約20キロメートル、瀬戸市の南東部に位置する海上の森は、水辺や農地などを含んだ自然環境豊かな森林である。海上の森を流れる山口川は、矢田川となって庄内川へと合流している。当地で得られる土砂は陶磁器やガラスの原料として用いるのに適しており、平安時代に始まる瀬戸焼の歴史は自然の恩恵によって支えられて発展してきた。しかし、薪など窯業用の燃料を得ようと木々を伐採していった結果、海上の森も明治時代には「はげ山」の状態となっていた。
1933年（昭和8年）12月、愛知県は時局匡救事業にして愛知県内初の河水統制事業として山口川洪水調節池の建設に着手した。既存の砂防堰堤を増築し、地肌が露わになって保水力が低下したことに起因する洪水を調節するとともに、貯えた水を農業用水や上水道用水に用いることで、当地を悩ませていた水不足を解消させる計画である。工事には幡山村（現在の瀬戸市）からのべ数万人もの人々が協力し、1934年（昭和9年）3月に完成した。工費は6万490円。山口ダムの洪水調節能力について、当時の愛知県土木部長であった山口十一郎は、「洪水調節能力としては未だ満足すべき程度に非ずと雖も、（中略）洪水時には相当の調節機能を発揮し得るものなり」と振り返った。
日本では1897年（明治30年）以降、荒廃した山林を復旧する取り組みが全国的に行われ始め、さらに瀬戸焼も低コストで大量生産が可能な石炭窯へと移行。1970年代には海上の森にあった大半の裸地が森林へと回復した。
当地には江戸時代に13戸、明治時代には26戸の家屋があったが、山口ダムの建設や豪雨災害、愛知万博開催地に選定されたことなどから大半が転出した。山口ダム自体も設備が老朽化しており、さらに堆砂によって湖の面影すら失っているが、かつては満々と水を湛え、学校帰りの子供たちが泳ぐ姿も見られた。干ばつが愛知県下を襲った際も、ダムの貯水によって付近の村落だけは被害を免れ、住民が感謝の意を表しに愛知県庁に赴いたこともあった。秋には立樋の最下段にある泥栓を開放して泥をさらい、その際水面に浮かぶ魚を捕まえようと、多くの人々で賑わった。

## 画像集（ギャラリー）

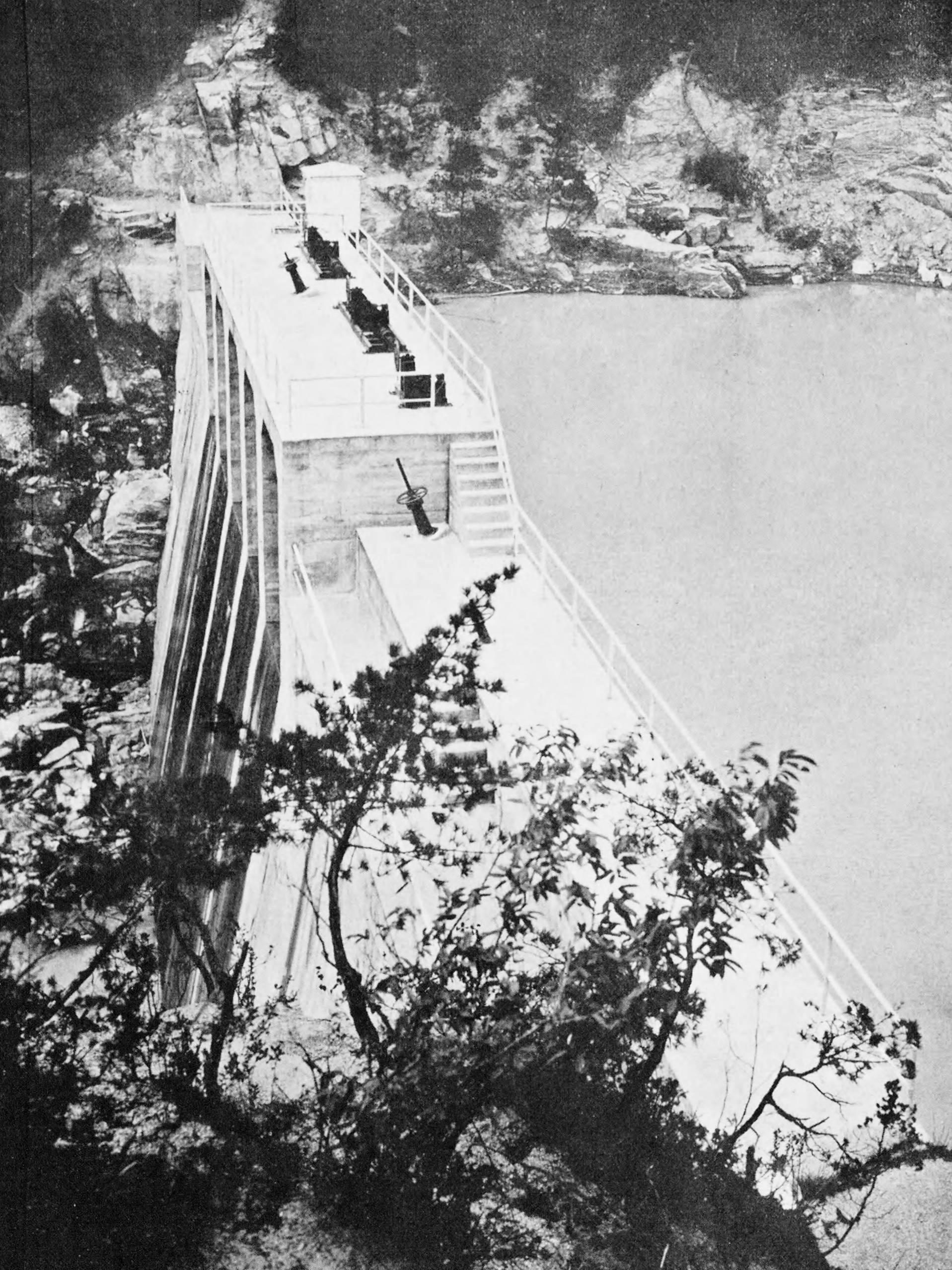
完成当時の山口ダム
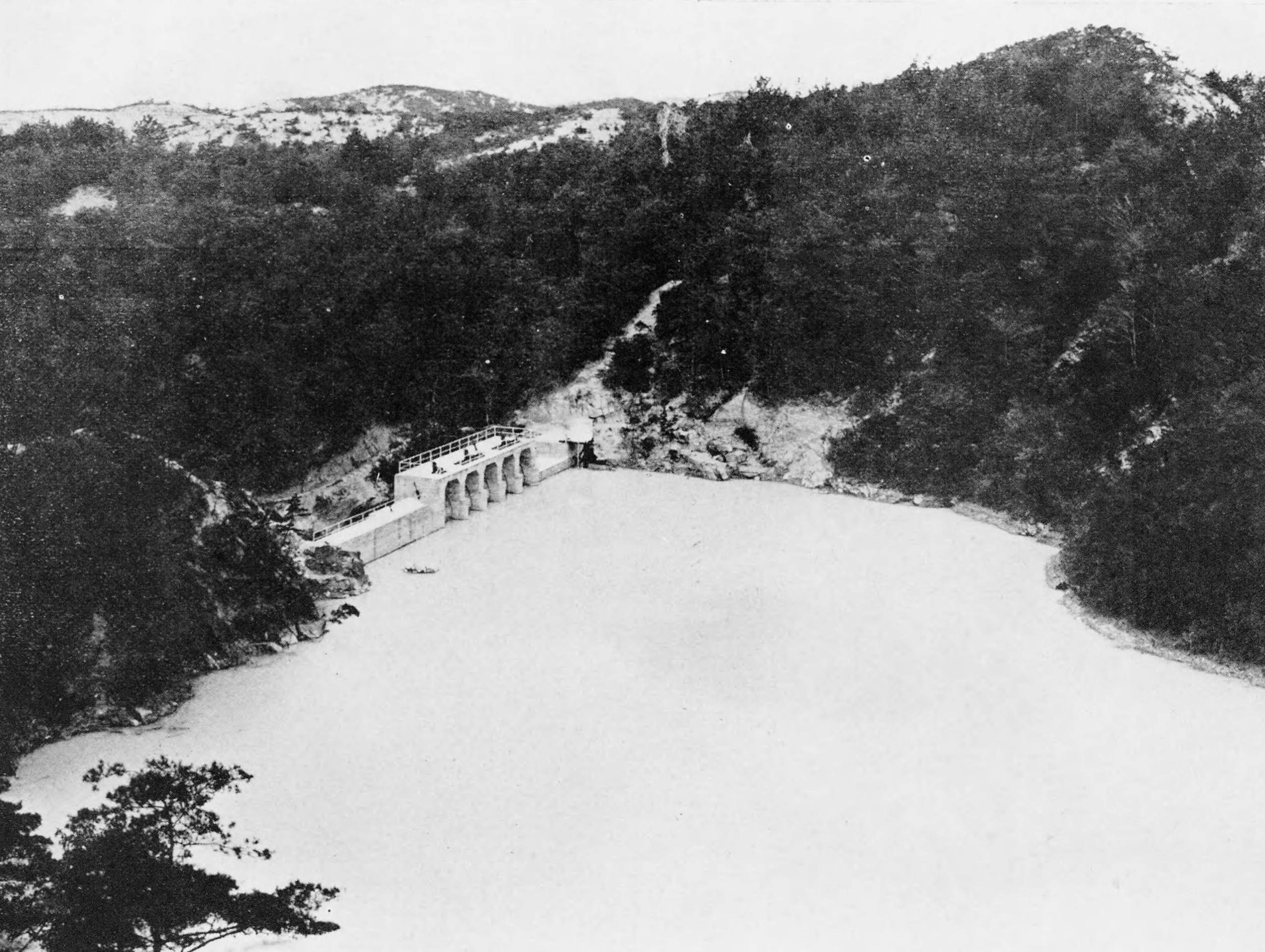
完成当時の山口ダム湖
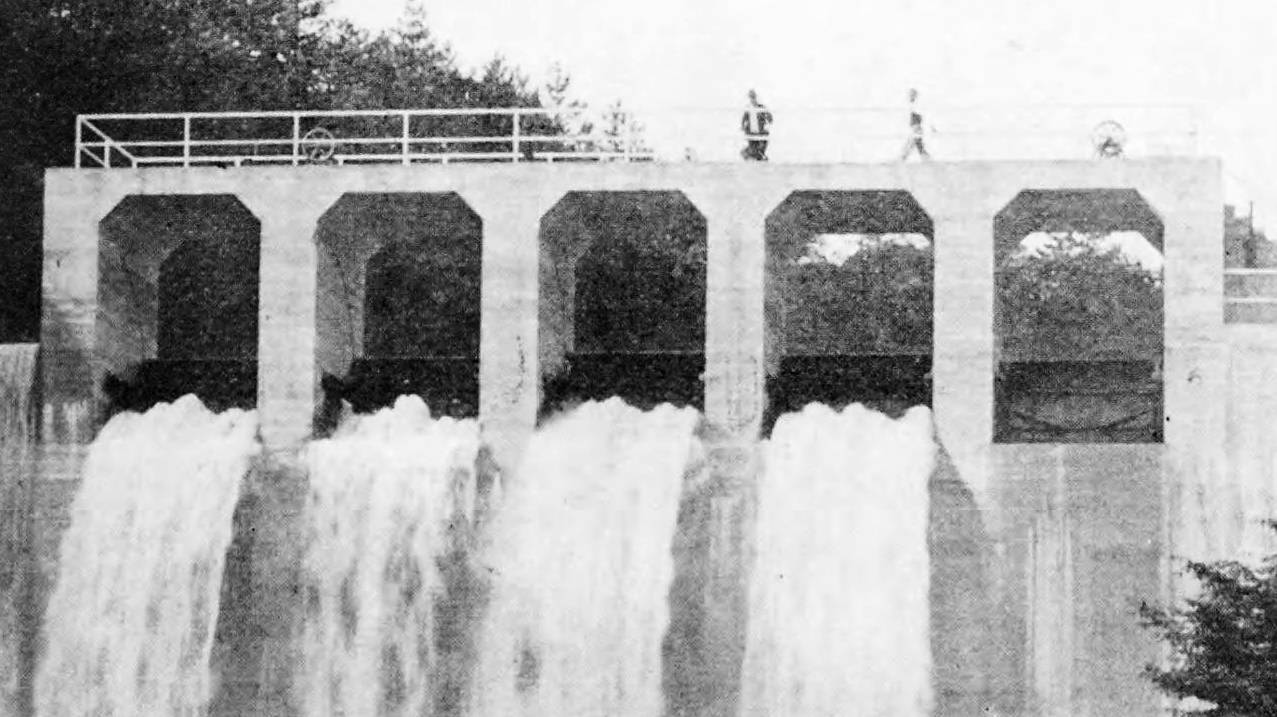
放流設備は高さ2mの水門が5門
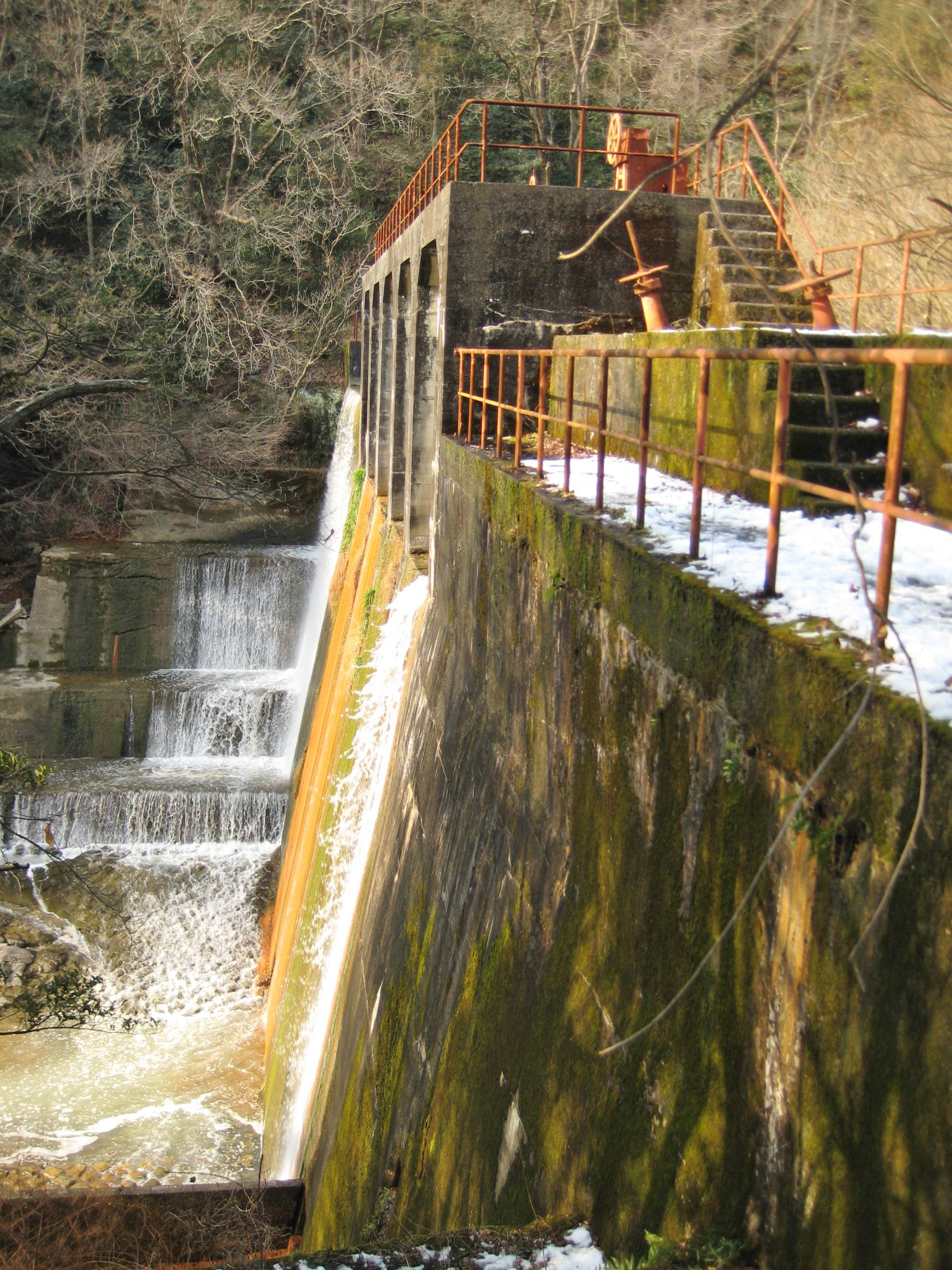
山口ダム
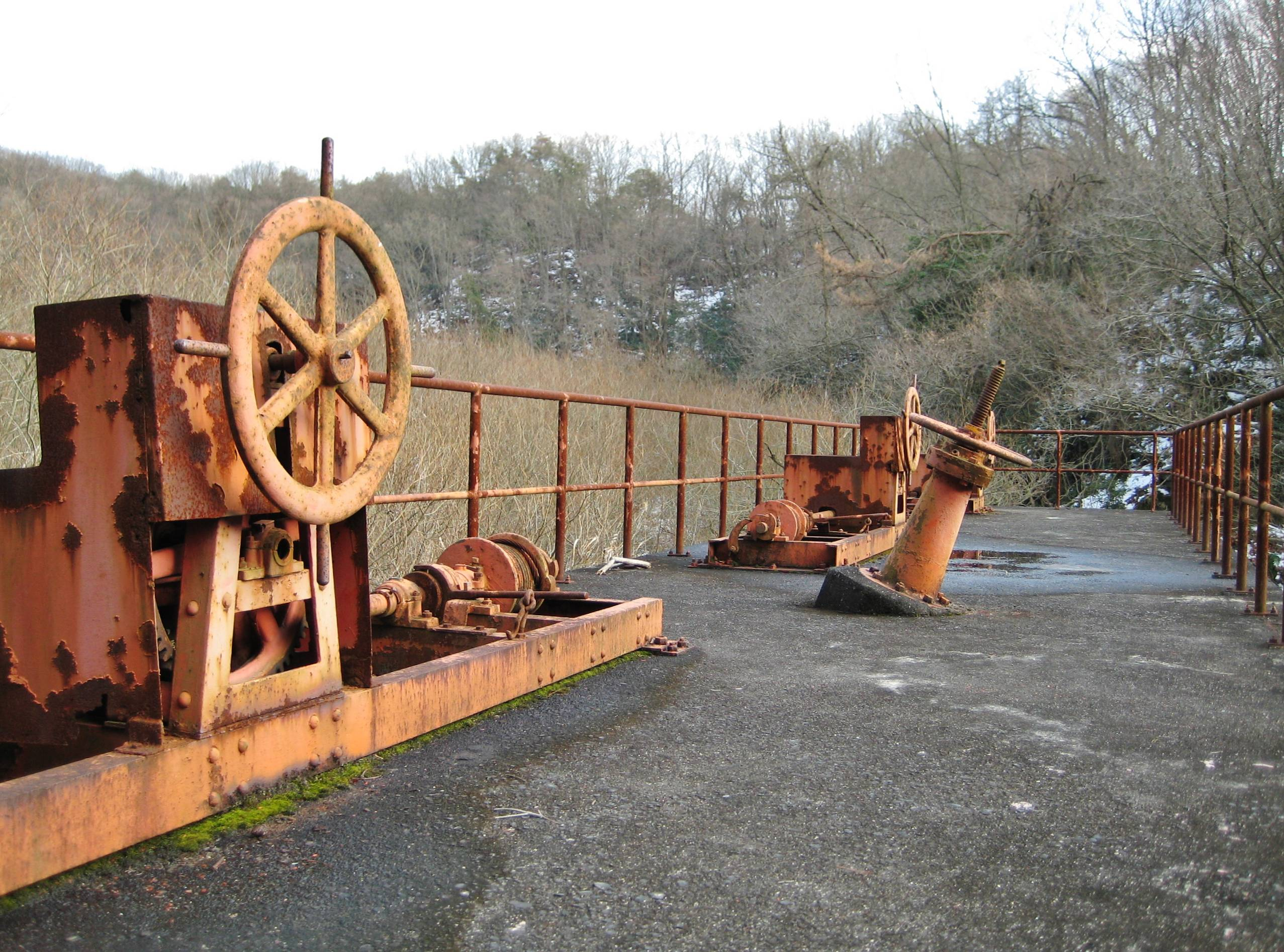
さび付いた天端の設備
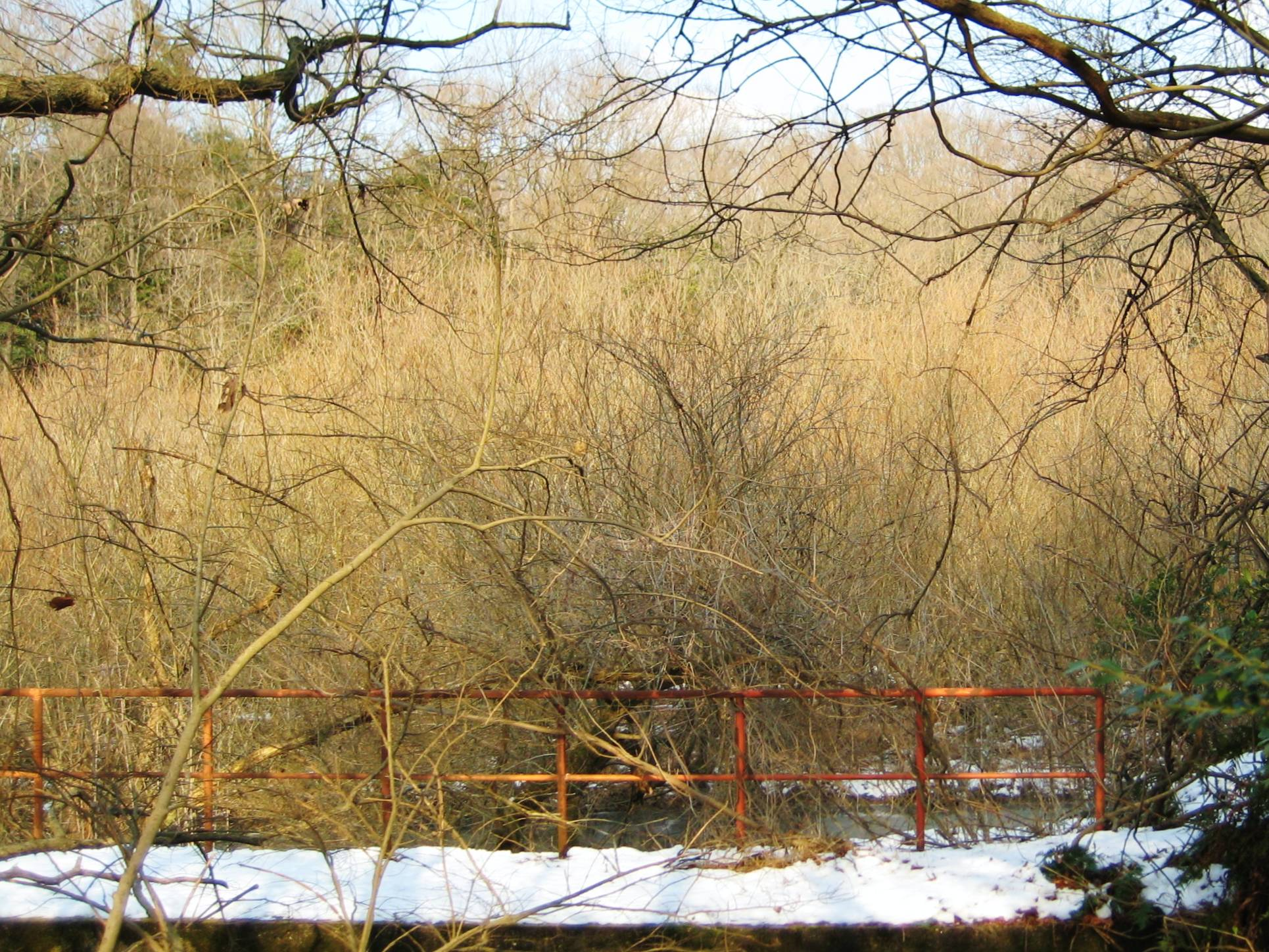
埋没したダム湖
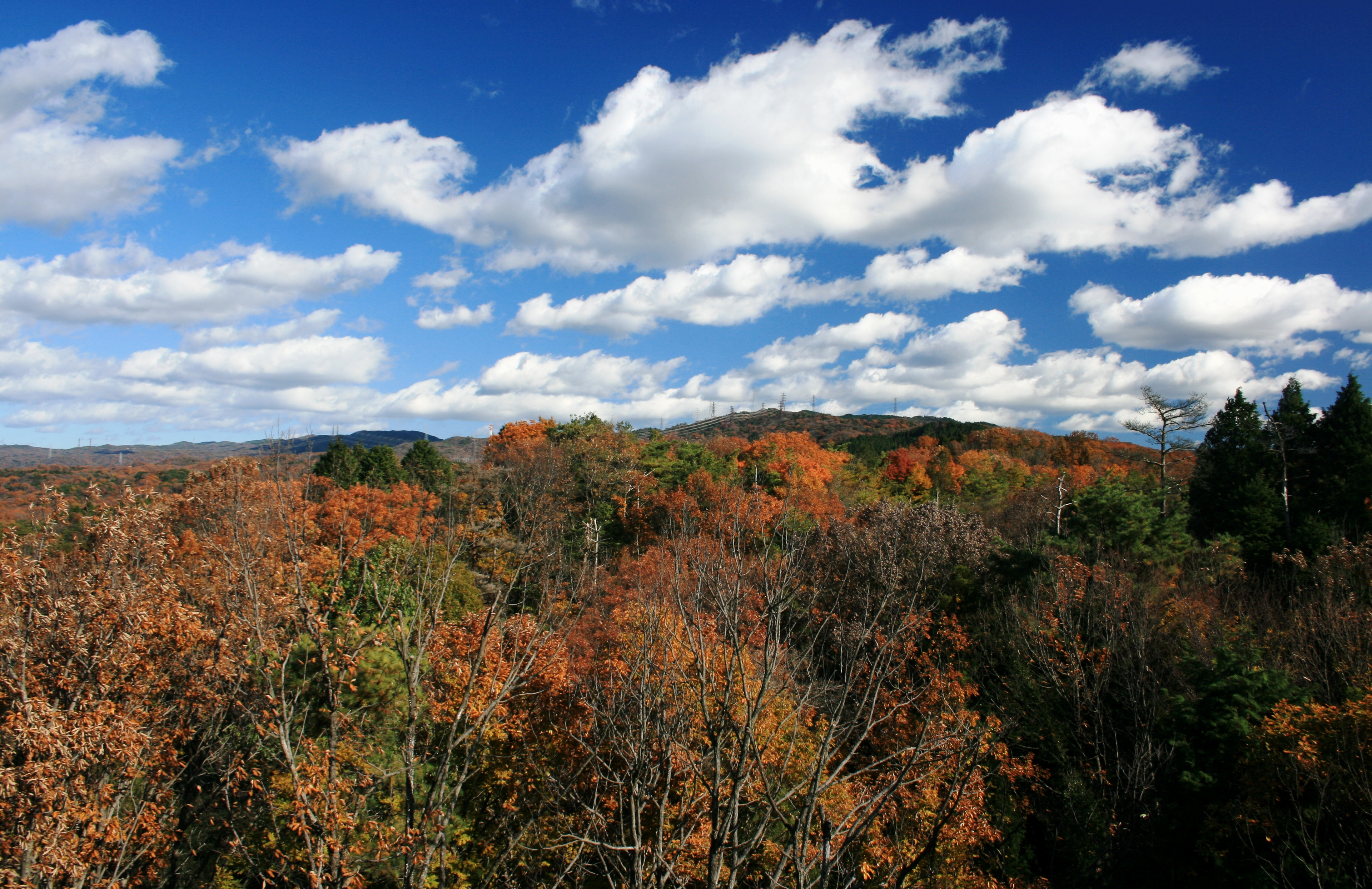
海上の森